# Distrito de Goalpara
Goalpara (en asamés; গোৱালপাৰা জিলা) es un distrito de India en el estado de Assam. Código ISO: IN.AS.GP.
Comprende una superficie de 1 824 km².
El centro administrativo es la ciudad de Goalpara.

## Demografía
Según censo 2011 contaba con una población total de 1 008 959 habitantes, de los cuales 494 797 eran mujeres y 514 162 varones.